# 4 Hours of Algarve 2023

Tor Autódromo Internacional do Algarve

4 Hours of Algarve 2023 – długodystansowy wyścig samochodowy, który odbył się 20 października 2023 roku na torze Autódromo Internacional do Algarve. Był on piątą rundą sezonu 2023 serii European Le Mans Series.

## Tło
Weekend wyścigowy na torze Algarve został przekształcony na dwuwyścigowy po odwołaniu rundy na torze Imola.

## Uczestnicy
Lista startowa została opublikowana 11 października i zawierała 41 zgłoszeń – 7 w klasie LMP2, 10 w klasie LMP2 Pro/Am oraz po 12 w klasach LMP3 i LMGTE.
Przed weekendem wyścigowym z rywalizacji wycofała się załoga #10 Eurointernational.
Ben Barnicoat i Jack Hawksworth powrócili do ścigania po opuszczeniu dwóch poprzednich rund. Barnicoat ponownie pojechał w obsadzie auta #83 AF Corse, a Hawksworth wrócił do załogi #20 Algarve Pro Racing. Bent Viscaal zastąpił Gianmarię Bruniego w załodze #99 Proton Competition.

## Harmonogram
| Dzień                     | Godzina | Sesja                                   | Długość   |
| ------------------------- | ------- | --------------------------------------- | --------- |
| Środa, 18 października    | 9:00    | Pierwsza sesja testowa                  | 145 minut |
| Środa, 18 października    | 13:30   | Druga sesja testowa                     | 145 minut |
| Czwartek, 19 października | 9:50    | Pierwsza sesja treningowa               | 180 minut |
| Czwartek, 19 października | 16:20   | Sesja dla kierowców z brązową kategorią | 60 minut  |
| Piątek, 20 października   | 9:50    | Sesja kwalifikacyjna – LMGTE            | 15 minut  |
| Piątek, 20 października   | 10:15   | Sesja kwalifikacyjna – LMP3             | 15 minut  |
| Piątek, 20 października   | 10:40   | Sesja kwalifikacyjna – LMP2 Pro/Am      | 15 minut  |
| Piątek, 20 października   | 11:05   | Sesja kwalifikacyjna – LMP2             | 15 minut  |
| Piątek, 20 października   | 14:45   | Wyścig                                  | 4 godziny |
| Źródło                    |         |                                         |           |

## Sesje treningowe
| Klasa                                   | Zespół                        | Samochód                 | Czas           | Okr.           |
| Sesja pierwsza                          | Sesja pierwsza                | Sesja pierwsza           | Sesja pierwsza | Sesja pierwsza |
| --------------------------------------- | ----------------------------- | ------------------------ | -------------- | -------------- |
| LMP2                                    | #25 Algarve Pro Racing        | Oreca 07                 | 1:33,898       | 70             |
| LMP2 Pro/Am                             | #21 United Autosports USA     | Oreca 07                 | 1:34,023       | 72             |
| LMP3                                    | #13 Inter Europol Competition | Ligier JS P320           | 1:38,649       | 49             |
| LMGTE                                   | #95 TF Sport                  | Aston Martin Vantage AMR | 1:42,409       | 45             |
| Sesja dla kierowców z brązową kategorią |                               |                          |                |                |
| LMP2 Pro/Am                             | #99 Proton Competition        | Oreca 07                 | 1:57,179       | 12             |
| LMP3                                    | #13 Inter Europol Competition | Ligier JS P320           | 1:58,580       | 14             |
| LMGTE                                   | #72 TF Sport                  | Aston Martin Vantage AMR | 2:01,077       | 12             |

## Kwalifikacje
Pole position w każdej kategorii oznaczone jest pogrubieniem.
| Poz.   | Klasa       | Zespół                        | Kierowca              | Czas     | Strata  | Poz. s. |
| ------ | ----------- | ----------------------------- | --------------------- | -------- | ------- | ------- |
| 1      | LMP2        | #25 Algarve Pro Racing        | James Allen           | 1:48,674 | —       | 1       |
| 2      | LMP2        | #43 Inter Europol Competition | Olli Caldwell         | 1:49,555 | +0,881  | 2       |
| 3      | LMP2        | #28 IDEC Sport                | Laurents Hörr         | 1:49,896 | +1,222  | 3       |
| 4      | LMP2        | #65 Panis Racing              | Job van Uitert        | 1:50,159 | +1,485  | 4       |
| 5      | LMP2        | #30 Duqueine Team             | Neel Jani             | 1:50,311 | +1,637  | 5       |
| 6      | LMP2        | #22 United Autosports USA     | Philip Hanson         | 1:50,634 | +1,960  | 6       |
| 7      | LMP2        | #47 COOL Racing               | Reshad de Gerus       | 1:51,793 | +3,119  | 7       |
| 8      | LMP2 Pro/Am | #19 Team Virage               | Alexander Mattschull  | 1:55,426 | +6,752  | 8       |
| 9      | LMP3        | #8 Team Virage                | Manuel Espirito Santo | 1:56,029 | +7,355  | 18      |
| 10     | LMP3        | #12 WTM by Rinaldi Racing     | Oscar Tunjo           | 1:56,255 | +7,581  | 19      |
| 11     | LMP2 Pro/Am | #34 Racing Team Turkey        | Salih Yoluç           | 1:56,472 | +7,798  | 9       |
| 12     | LMP2 Pro/Am | #24 Nielsen Racing            | Rodrigo Sales         | 1:56,792 | +8,118  | 10      |
| 13     | LMP2 Pro/Am | #99 Proton Competition        | Giorgio Roda          | 1:57,371 | +8,697  | 11      |
| 14     | LMP2 Pro/Am | #3 DKR Engineering            | Tom van Rompuy        | 1:57,585 | +8,911  | 12      |
| 15     | LMP3        | #17 COOL Racing               | Marcos Siebert        | 1:57,727 | +9,053  | 20      |
| 16     | LMP3        | #11 Eurointernational         | Adam Ali              | 1:57,932 | +9,258  | 21      |
| 17     | LMP3        | #4 DKR Engineering            | Pedro Perino          | 1:57,950 | +9,276  | 22      |
| 18     | LMP3        | #7 Nielsen Racing             | Ryan Harper-Ellam     | 1:58,067 | +9,393  | 23      |
| 19     | LMP3        | #13 Inter Europol Competition | Wyatt Brichacek       | 1:58,182 | +9,508  | 24      |
| 20     | LMP3        | #31 Racing Spirit of Léman    | Antoine Doquin        | 1:58,312 | +9,638  | 25      |
| 21     | LMP3        | #15 RLR MSport                | Gael Julien           | 1:58,489 | +9,815  | 26      |
| 22     | LMP3        | #35 Ultimate                  | Matthieu Lahaye       | 1:58,578 | +9,904  | 27      |
| 23     | LMP3        | #5 RLR MSport                 | Valdemar Eriksen      | 1:58,702 | +10,028 | 28      |
| 24     | LMP2 Pro/Am | #83 AF Corse                  | François Perrodo      | 1:59,912 | +11,238 | 13      |
| 25     | LMP2 Pro/Am | #20 Algarve Pro Racing        | Fred Poordad          | 2:01,126 | +12,452 | 14      |
| 26     | LMP2 Pro/Am | #81 DragonSpeed USA           | Henrik Hedman         | 2:01,698 | +13,024 | 15      |
| 27     | LMGTE       | #72 TF Sport                  | Arnold Robin          | 2:01,872 | +13,198 | 29      |
| 28     | LMP2 Pro/Am | #37 COOL Racing               | Alexandre Coigny      | 2:02,705 | +14,031 | 16      |
| 29     | LMGTE       | #50 Formula Racing            | Johnny Laursen        | 2:02,830 | +14,156 | 30      |
| 30     | LMGTE       | #44 GMB Motorsport            | Jens Reno Møller      | 2:03,142 | +14,468 | 31      |
| 31     | LMGTE       | #77 Proton Competition        | Christian Ried        | 2:04,008 | +15,334 | 32      |
| 32     | LMGTE       | #55 Spirit of Race            | Duncan Cameron        | 2:04,618 | +15,944 | 33      |
| 33     | LMGTE       | #16 Proton Competition        | Ryan Hardwick         | 2:05,864 | +17,190 | 34      |
| 34     | LMP2 Pro/Am | #21 United Autosports USA     | Daniel Schneider      | 2:07,825 | +19,151 | 17      |
| 35     | LMGTE       | #51 AF Corse                  | Kriton Lentoudis      | 2:08,059 | +19,385 | 35      |
| 36     | LMGTE       | #57 Kessel Racing             | Takeshi Kimura        | 2:08,779 | +20,105 | 36      |
| 37     | LMGTE       | #66 JMW Motorsport            | Martin Berry          | 2:09,468 | +20,794 | 37      |
| 38     | LMGTE       | #95 TF Sport                  | John Hartshorne       | 2:10,582 | +21,908 | 38      |
| 39     | LMGTE       | #60 Iron Lynx                 | Claudio Schiavoni     | 2:11,288 | +22,614 | 39      |
| 40     | LMGTE       | #93 Proton Competition        | —                     | —        | —       | 40      |
| Źródła |             |                               |                       |          |         |         |

1. ↑  Załoga #93 Proton Competition została ukarana odebraniem wszystkich czasów okrążeń za wywołanie czerwonej flagi w sesji kwalifikacyjnej. Martin Rump, najszybszy kierowca załogi, został zobligowany do rozpoczęcia wyścigu[14].

## Wyścig

### Wyniki
Minimum do bycia sklasyfikowanym (70 procent dystansu pokonanego przez zwycięzców wyścigu) wyniosło 84 okrążenia. Zwycięzcy klas są oznaczeni pogrubieniem.
| Poz.              | Klasa       | Zespół                        | Kierowcy                                            | Samochód                 | Opony | Okr. | Czas/Strata  |
| ----------------- | ----------- | ----------------------------- | --------------------------------------------------- | ------------------------ | ----- | ---- | ------------ |
| 1                 | LMP2        | #22 United Autosports USA     | Marino Satō Philip Hanson Oliver Jarvis             | Oreca 07                 | G     | 120  | 4:00:43,255  |
| 2                 | LMP2        | #25 Algarve Pro Racing        | Kyffin Simpson James Allen Alexander Lynn           | Oreca 07                 | G     | 120  | +0,808       |
| 3                 | LMP2        | #65 Panis Racing              | Job van Uitert Manuel Maldonado Tijmen van der Helm | Oreca 07                 | G     | 120  | +21,247      |
| 4                 | LMP2        | #47 COOL Racing               | Władisław Łomko Reshad de Gerus José María López    | Oreca 07                 | G     | 120  | +43,090      |
| 5                 | LMP2        | #30 Duqueine Team             | Nicolás Pino René Binder Neel Jani                  | Oreca 07                 | G     | 120  | +43,973      |
| 6                 | LMP2 Pro/Am | #37 COOL Racing               | Alexandre Coigny Malthe Jakobsen Nicolas Lapierre   | Oreca 07                 | G     | 119  | +1 okrążenie |
| 7                 | LMP2 Pro/Am | #24 Nielsen Racing            | Rodrigo Sales Ben Hanley Mathias Beche              | Oreca 07                 | G     | 119  | +1 okrążenie |
| 8                 | LMP2 Pro/Am | #83 AF Corse                  | François Perrodo Matthieu Vaxivière Ben Barnicoat   | Oreca 07                 | G     | 119  | +1 okrążenie |
| 9                 | LMP2        | #28 IDEC Sport                | Paul Lafargue Paul-Loup Chatin Laurents Hörr        | Oreca 07                 | G     | 119  | +1 okrążenie |
| 10                | LMP2 Pro/Am | #21 United Autosports USA     | Daniel Schneider Andrew Meyrick Nelson Piquet Jr.   | Oreca 07                 | G     | 119  | +1 okrążenie |
| 11                | LMP2 Pro/Am | #81 DragonSpeed USA           | Henrik Hedman Sebastián Montoya Juan Pablo Montoya  | Oreca 07                 | G     | 118  | +2 okrążenia |
| 12                | LMP2 Pro/Am | #34 Racing Team Turkey        | Salih Yoluç Charlie Eastwood Louis Delétraz         | Oreca 07                 | G     | 118  | +2 okrążenia |
| 13                | LMP2 Pro/Am | #20 Algarve Pro Racing        | Fred Poordad Tristan Vautier Jack Hawksworth        | Oreca 07                 | G     | 118  | +2 okrążenia |
| 14                | LMP2 Pro/Am | #3 DKR Engineering            | Tom van Rompuy Sebastián Álvarez Nathanaël Berthon  | Oreca 07                 | G     | 118  | +2 okrążenia |
| 15                | LMP2 Pro/Am | #19 Team Virage               | Alexander Mattschull Ian Rodríguez Tatiana Calderón | Oreca 07                 | G     | 117  | +3 okrążenia |
| 16                | LMP3        | #12 WTM by Rinaldi Racing     | Torsten Kratz Leonard Weiss Oscar Tunjo             | Duqueine M30 – D08       | M     | 116  | +4 okrążenia |
| 17                | LMP3        | #35 Ultimate                  | Eric Trouillet Matthieu Lahaye Jean-Baptiste Lahaye | Ligier JS P320           | M     | 116  | +4 okrążenia |
| 18                | LMP3        | #4 DKR Engineering            | Alexander Bukhantsov James Winslow Pedro Perino     | Duqueine M30 – D08       | M     | 116  | +4 okrążenia |
| 19                | LMP3        | #17 COOL Racing               | Adrien Chila Marcos Siebert Alejandro García        | Ligier JS P320           | M     | 116  | +4 okrążenia |
| 20                | LMP3        | #5 RLR MSport                 | James Dayson Valdemar Eriksen Jack Manchester       | Ligier JS P320           | M     | 115  | +5 okrążeń   |
| 21                | LMP3        | #15 RLR MSport                | Horst Felbermayr Gael Julien Mateusz Kaprzyk        | Ligier JS P320           | M     | 115  | +5 okrążeń   |
| 22                | LMGTE       | #77 Proton Competition        | Christian Ried Giammarco Levorato Julien Andlauer   | Porsche 911 RSR-19       | G     | 115  | +5 okrążeń   |
| 23                | LMGTE       | #16 Proton Competition        | Ryan Hardwick Zacharie Robichon Alessio Picariello  | Porsche 911 RSR-19       | G     | 115  | +5 okrążeń   |
| 24                | LMGTE       | #60 Iron Lynx                 | Claudio Schiavoni Matteo Cressoni Matteo Cairoli    | Porsche 911 RSR-19       | G     | 115  | +5 okrążeń   |
| 25                | LMGTE       | #57 Kessel Racing             | Takeshi Kimura Gregory Huffaker II Daniel Serra     | Ferrari 488 GTE Evo      | G     | 115  | +5 okrążeń   |
| 26                | LMGTE       | #72 TF Sport                  | Arnold Robin Maxime Robin Valentin Hasse-Clot       | Aston Martin Vantage AMR | G     | 115  | +5 okrążeń   |
| 27                | LMGTE       | #51 AF Corse                  | Kriton Lentoudis Rui Águas Ulysse de Pauw           | Ferrari 488 GTE Evo      | G     | 115  | +5 okrążeń   |
| 28                | LMGTE       | #55 Spirit of Race            | Duncan Cameron David Perel Matthew Griffin          | Ferrari 488 GTE Evo      | G     | 115  | +5 okrążeń   |
| 29                | LMP3        | #7 Nielsen Racing             | Anthony Wells Ryan Harper-Ellam                     | Ligier JS P320           | M     | 115  | +5 okrążeń   |
| 30                | LMP3        | #31 Racing Spirit of Léman    | Jacques Wolff Jean-Ludovic Foubert Antoine Doquin   | Ligier JS P320           | M     | 114  | +6 okrążeń   |
| 31                | LMGTE       | #44 GMB Motorsport            | Jens Reno Møller Gustav Birch Nicki Thiim           | Aston Martin Vantage AMR | G     | 114  | +6 okrążeń   |
| 32                | LMGTE       | #93 Proton Competition        | Michael Fassbender Martin Rump Richard Lietz        | Porsche 911 RSR-19       | G     | 114  | +6 okrążeń   |
| 33                | LMGTE       | #95 TF Sport                  | John Hartshorne Ben Tuck Jonathan Adam              | Aston Martin Vantage AMR | G     | 114  | +6 okrążeń   |
| 34                | LMGTE       | #66 JMW Motorsport            | Martin Berry Lorcan Hanafin Jon Lancaster           | Ferrari 488 GTE Evo      | G     | 114  | +6 okrążeń   |
| 35                | LMGTE       | #50 Formula Racing            | Johnny Laursen Conrad Laursen Nicklas Nielsen       | Ferrari 488 GTE Evo      | G     | 113  | +7 okrążeń   |
| 36                | LMP3        | #11 Eurointernational         | Matthew Richard Bell Adam Ali                       | Ligier JS P320           | M     | 112  | +8 okrążeń   |
| 37                | LMP2        | #43 Inter Europol Competition | Rui Andrade Olli Caldwell Jonathan Aberdein         | Oreca 07                 | G     | 111  | +9 okrążeń   |
| Niesklasyfikowani |             |                               |                                                     |                          |       |      |              |
|                   | LMP3        | #13 Inter Europol Competition | Miguel Cristóvão Kai Askey Wyatt Brichacek          | Ligier JS P320           | M     | 84   |              |
|                   | LMP3        | #8 Team Virage                | Michael Jensen Nick Adcock Manuel Espirito Santo    | Ligier JS P320           | M     | 66   |              |
|                   | LMP2 Pro/Am | #99 Proton Competition        | Giorgio Roda Jonas Ried Bent Viscaal                | Oreca 07                 | G     | 58   |              |

1. ↑  Załoga #24 Nielsen Racing otrzymała karę czasową w wysokości 10 sekund za spowodowanie kontaktu z autem #83 AF Corse[15].
2. ↑  Załoga #21 United Autosports USA otrzymała karę czasową w wysokości 10 sekund za wyprzedzanie podczas neutralizacji z użyciem samochodu bezpieczeństwa[15].
3. ↑  Załoga #15 RLR MSport otrzymała karę czasową w wysokości 5 sekund za wykroczenie podczas postoju w alei serwisowej[15].
4. ↑  Załoga #7 Nielsen Racing otrzymała karę czasową w wysokości 10 sekund za opuszczenie alei serwisowej przy czerwonym świetle[15].
5. ↑  Załoga #66 JMW Motorsport otrzymała karę przejazdu przez aleję serwisową za przekraczanie limitów toru. Kara ta została zamieniona na czasową w wysokości 30 sekund[15].
6. ↑  Załoga #43 Inter Europol Competition została ukarana za niespełnienie minimalnego czasu jazdy przez Jonathana Aberdeina. Aberdeinowi zabrakło 13 min. 13,034 sek. do wypełnienia regulaminowego czasu. Załoga otrzymała karę odjęcia 8 okrążeń i doliczenia 36,514 sek. do czasu, w którym pokonała wyścig[16].

### Statystyki

#### Najszybsze okrążenie
| Klasa       | Kierowca          | Zespół                 | Czas     | Okr. |
| ----------- | ----------------- | ---------------------- | -------- | ---- |
| LMP2        | Kyffin Simpson    | #25 Algarve Pro Racing | 1:34,565 | 5    |
| LMP2 Pro/Am | Sebastián Montoya | #81 DragonSpeed USA    | 1:35,158 | 117  |
| LMP3        | Marcos Siebert    | #17 COOL Racing        | 1:39,929 | 114  |
| LMGTE       | Daniel Serra      | #57 Kessel Racing      | 1:42,442 | 114  |
| Źródło      |                   |                        |          |      |